# Rafael Moreno Aranzadi
Rafael Moreno Aranzadi, noto anche con lo pseudonimo di Pichichi (Bilbao, 23 maggio 1892 – Bilbao, 1º marzo 1922), è stato un calciatore spagnolo.
È stato uno dei punti di forza della prima Selección che partecipò alle Olimpiadi del 1920 in Belgio, vincendo la medaglia d'argento.
Ogni anno il miglior cannoniere della Liga riceve il trofeo Pichichi, così chiamato per via dello pseudonimo di Aranzadi.
Morì molto giovane, all'età di 29 anni per un forte attacco di tifo.

## Palmarès

### Giocatore

#### Club

##### Competizioni regionali
- Campeonato Norte: 3

Athletic Club: 1913-1914, 1914-1915, 1915-1916
- Campeonato de Vizcaya: 2

Athletic Club: 1919-1920, 1920-1921

##### Competizioni nazionali
- Coppa di Spagna: 4

Athletic Club: 1914, 1915, 1916, 1921

#### Nazionale
- Argento olimpico: 1

Anversa 1920